# 荒俣宏
荒俣 宏（あらまた ひろし、1947年7月12日 -）は、日本の博物学研究家、図像学研究家、小説家、収集家、神秘学研究家、妖怪評論家、翻訳家、タレント。元玉川大学客員教授、武蔵野美術大学造形学部客員教授、サイバー大学客員教授、京都国際マンガミュージアム館長、日本SF作家クラブ会員、世界妖怪協会会員。
日本大学藝術学部芸術研究所教授なども歴任している。翻訳家としての筆名に団 精二（だん せいじ）を用いていた。また、雑誌『BOOKMAN』における筆名に本野 虫太郎を用いていた。

## 概要
東京都出身。中学生にして平井呈一に弟子入りし、平井と交流していた紀田順一郎を紹介されさらに兄事した。幻想小説や怪奇小説に魅かれ、野村芳夫と同人誌を発行するとともに、鏡明と国外作品の翻訳に取り組み、ハワード・フィリップス・ラヴクラフトやロバート・E・ハワードらの作品を手掛けた。「英雄コナン」シリーズの翻訳を通じて、日本に初めてヒロイック・ファンタジーを紹介したことでも知られている。翻訳の過程で生み出された「魔道」や「魔道士」といった訳語は、のちに日本の幻想小説においても広く用いられるようになった。大学卒業後は日魯漁業（のちのマルハニチロ）でプログラマとして勤務する傍ら、旺盛な執筆活動を続けた。小説家として独立後、伝奇小説の「帝都物語」シリーズがベストセラーとなった。著作で陰陽道や風水を取り上げたことから、それらが広く一般に認知されるきっかけとなった。また、博物学についても関心を持ち、「世界大博物図鑑」シリーズを完成させた。そのほか、神秘学や民俗学などにも関心を持ち、特に妖怪研究では水木しげるに師事した。

## 来歴

### 生い立ち
元来は漫画家志望で、主に少女マンガを描いていた（『漫画と人生』に、萩尾望都ばりの幻想短編漫画が収録されている）。慶應義塾大学在学中、野村芳夫と同人誌『リトル・ウィアード』を刊行した。さらに、紀田順一郎と『怪奇幻想の文学』の編集、翻訳、解説を担当するとともに、鏡明とヒロイック・ファンタジーの翻訳活動を開始した。
1970年、日魯漁業（のちのマルハニチロ）に入社。同年、初の翻訳書となる『征服王コナン』を団精二名義（ロード・ダンセイニに由来）で刊行した。日魯漁業での勤務の傍ら、紀田順一郎と『幻想と怪奇』の編集に携わるとともに『世界幻想文学大系』の監修に携わった。1977年、初の著書である『別世界通信』を刊行した。

### 小説家として

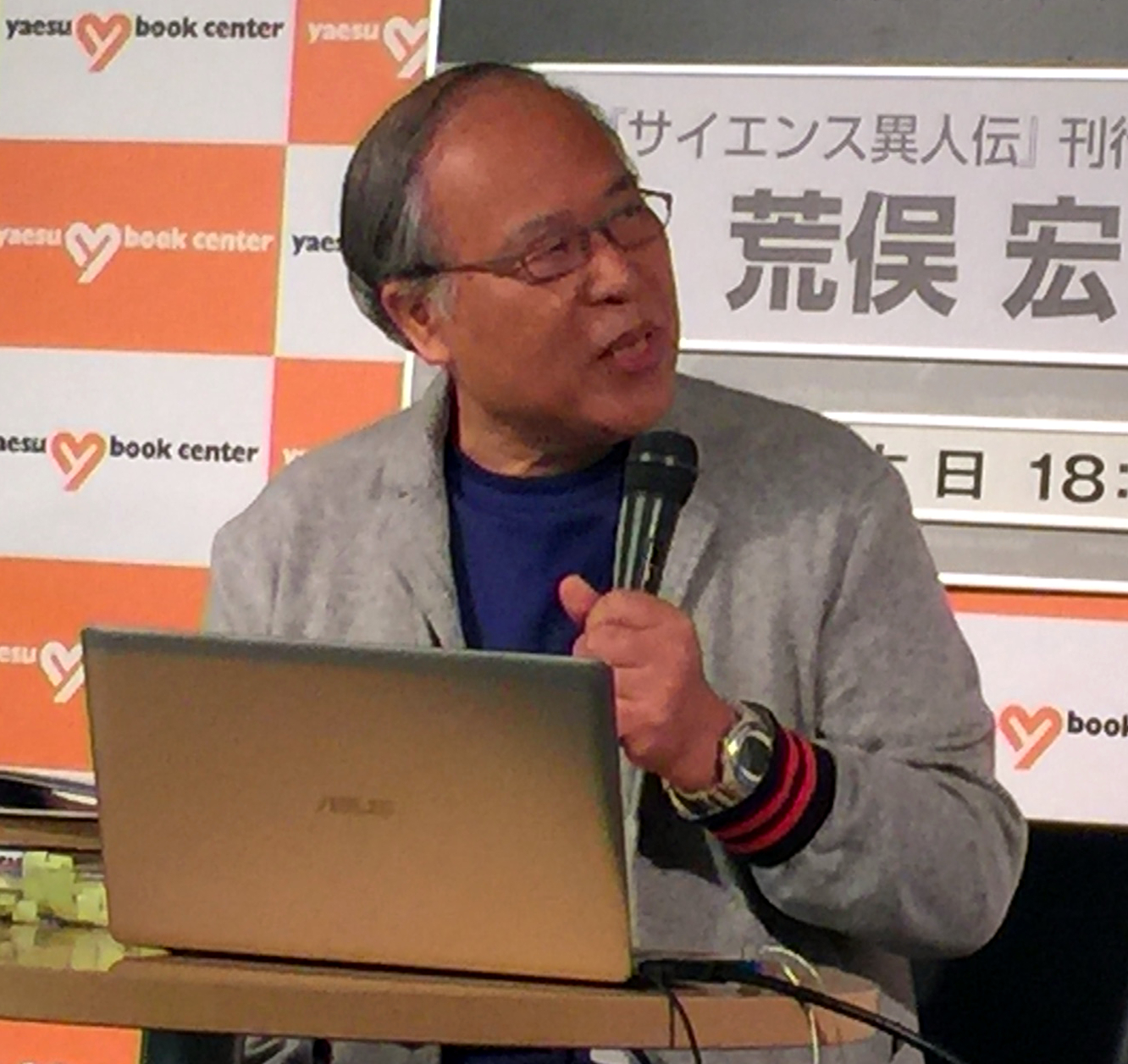
2015年4月28日、八重洲ブックセンターでの『サイエンス異人伝』刊行記念講演会にて

日魯漁業を退社後、平凡社の社屋に半ば住み着きつつ『世界大百科事典』の改訂版の編集に参加し、自らも記事、特に各項目の民俗的コスモロジーに関わる記述を執筆したが、同時期に書いた長編小説『帝都物語』が日本SF大賞を受賞し、一躍、小説家としての道を歩み始める。
世界大博物図鑑の資料として博物学の古書を購入し、1億4000万円の借金を背負うが、『帝都物語』により得た印税1億5000万円で返済する。この古書の図版を基に近代初頭の博物学の黄金時代を紹介する多くの手彩色博物学研究書を編集・出版。博物学書ブームを起こした。これらの博物学研究書の多くを平凡社から出版している。このライフワークから「博物学者」と呼ばれる機会が多いが、自ら自然物の収集を手がけて動植物、鉱物等の研究に携わるのではなく、黄金時代の博物学者の残した遺産を収集、研究の対象としている事を考えると、「博物学研究家」あるいは「博物学史学者」と呼ぶ方が的確であろう。名品・珍品収集の為に、ebayを始めとする世界中の様々な競売に参加している。サラリーマン時代、書籍や名品・珍品を購入する為食事は1日1食で（しかもインスタントラーメン）、出勤時に着用するスーツは10年間同じ物1着で通した。また毎日三食饅頭（まんじゅう）だけで過ごし健康を害しかかったこともよく知られる。
幼少期の夜逃げの記憶が今でもトラウマとなり、本人の心に深く影と傷を残している。夜逃げ生活の中でよく食べていた魚の缶詰を愛好しておりそれが縁で日魯に入社したという逸話もある。幼少の頃より長身で低身長の同学年のなかでも目立つため上級生によくいじめられた。それゆえ厭世的になり隠居に憧れたり、一般からは外れたマイナーなものに目が行く現在の素養ができた。子供時代より体格がよく恰幅もあったため、相撲部屋からのスカウトを受けた経験もある。
博識ぶりに裏打ちされた活動や、蒐集家としての活動はよく知られている。富士通のパソコンFM TOWNSのCMに本人役で出演したことがある。その博覧強記の人というイメージを生かしてマルチメディア電子図鑑への可能性をアピールする内容で、当時、同社のレギュラーCMタレントだった宮沢りえが図鑑の中の恐竜に扮する趣向であった。また、「博物学者、作家、評論家など、幅広い分野で活躍されるとともに、様々な資料等の蒐集を行われ、現代の『生き字引』にふさわしい博識でもって社会に貢献している」 との理由により、2013年2月2日に水木十五堂賞を受賞している。
神秘学・妖怪研究に於いては水木しげるに師事しており、培ってきた幅広く深い知識量は自身の著作に独特の持ち味を与えるほど。水木の漫画の中では、荒俣をモデルとした怪人物「アリャマタコリャマタ」が登場することがある。この「アリャマタコリャマタ」氏は、出版社に住み着いている作家・博物学者であり、神秘世界に通じ、タイ焼きが大好物。普段は人間の仮面を被っているが、その正体は三つ目の妖怪である、という設定がなされている。
各メディアに登場する機会も増え、自他共に「日本オカルト界に荒俣あり」と認められるまでになった（オカルト番組にも頻繁にキャスティングされる）。ただし、妖怪を含め、オカルト的・神秘的な事項に関しては、興味はあるが、その実在性には否定的立場である（この点で師である水木とは一線を画している）。ある番組で女性タレントが「私はUFOを見たことがあるんです」と発言したところ、「平田篤胤が天狗少年の寅吉を自宅に住まわせ、何年もその言動を観察した」という例を出し、「あなたをじっと何十年も観察すれば、その目撃証言が本当かどうかわかるかもしれません」と切り返した。
翻訳活動においては、活動初期にヒロイック・ファンタジーを中心に翻訳し、「魔道」「魔道士」「召喚」「追儺」といった造語を生み出した。
それまで、ごく一部の学者によって学術的に研究されるのみであった風水を、日本で一般向けに紹介し、ブームを生み出したのも荒俣である。
イベントの企画、プロデュースを手掛けることも多く、インターネット博覧会では編集長を務め、2005年日本国際博覧会ではグローバルハウスの監修を担当した。群馬県立自然史博物館での企画展示が評価され、2007年12月26日、長谷川善和とともに科学技術政策研究所により「ナイスステップな研究者」の成果普及・理解増進部門にて顕彰されている。

## 人物
少年期から様々なジャンルに興味を持ち吸収、その多忙さから予習や復習などの学業に時間が割かれる事が煩わしくテスト一週間前に教科書を丸暗記して凌いだ。

### 渾名（あだな）・筆名
渾名はマタンゴ。
翻訳活動期に使用していた筆名に団 精二があるが、これはイギリスの幻想作家ダンセイニ卿の名を捩ったものである。

### 趣味・嗜好
子供の頃の夢は隠居。
幼い頃から海洋生物に興味を持っていた。現在も熱帯魚や死滅回遊魚（海流に乗って水温の低い地域まで流れて来たために冬を越せないで死滅する海水魚）の飼育が趣味。
ビブリオマニア（書籍収集マニア）である。本を買う為に消費者金融に頼った事もある（当時無職だった為融資は断られる）。今まで書籍に費やした費用は約5億円。現在でも毎日本を3 - 4冊読んでいる。また『帝都物語』のヒットによって得た印税１億数千万円のほとんどを古本収集に費やしたという桁外れのエピソードを持つ（本人曰く「古書店丸々一軒分の本を買うのが以前からの夢だった」とのこと）。なお、有名なパルプ・マガジンである「ウィアード・テイルズ」は、学生時代からずっとコレクションし続けているが、著書『パルプマガジン―娯楽小説の殿堂』(2001年)によると、その時点では、まだコンプリートにはなっていないとのこと。
極度の甘党としても知られており、「若い頃には深鍋に15杯分の汁粉を作って食べていた」「時間を惜しむあまり普通の食事をせず、代わりに編集者の持参するお菓子が主食状態となっていた」「中華料理屋に行っても杏仁豆腐しか食べない」等の逸話を持つ。夏目房之介は、デッドラインを迎えた荒俣が女性編集者の自室を大量のアイスクリーム持参で深夜に訪問、手土産と思って冷蔵庫に入れようとするのを制し、机を借りて原稿を仕上げながら一人で完食し帰っていったエピソードをイラストで描いている（『夏目房之介の学問』）。

## 家族・親族
妹は漫画家の志村みどり。弟は メガロパ海洋生物研究所 所長の荒俣幸男。親戚に日本カイトフォトグラフィー協会の会長の室岡克孝がいる。
最初の妻は杉浦日向子。結婚当初は『美女と野獣』と比喩された。2人を知る知人は「男勝りな性格の杉浦と女性的な性格の荒俣はピッタリだ」と話したが、結婚生活は半年で破綻し、1年で離婚。
二番目の妻は元JALの客室乗務員だった一般人。妻は美的感覚が変わっており、子供の頃からイボガエルを「かわいい」と思っており、客室乗務員時代は高学歴で顔も良いエリートの乗客にこっそり電話番号を渡されても「好みじゃない」と平気で破り捨てていたという。荒俣と初対面した際に一目惚れし、「この人しかいない！」と猛アタックし、結婚。バラエティ番組で特集された際に、本人は「夫の顔は気持ち悪い。仕事も気持ち悪い。でもそこが大好き。一生ついていく」と満面の笑みで語った。

## 略歴
- 1947年7月 - 東京都台東区鶯谷にて金属卸業の父一男、母ミツの長男として生まれる。
- ミッション系幼稚園に入園。
- 1952年 - 非鉄金属卸しの家業が傾いた為、一家揃って東京都板橋区に夜逃げ。アパートの大家と雑貨屋を始める。
- 1953年 - 弟、荒俣幸男誕生。
- 1954年 - 板橋区立板橋第七小学校入学。
- 1959年 - 2度目の夜逃げ。東京都練馬区へ移る。
- 1960年 - 日本大学第二学園中学校入学。
  - 下町育ちのため江戸弁を使っており、山の手出身の友達に「おせぇてやるよ」と当たり前にしゃべって笑われたという[6]。
  - 既に身長が180cmを超えていたため、相撲の花籠部屋から誘いが来た事がある。
  - 『世界恐怖小説全集』と出会い、同誌で翻訳を担当した中の一人、平井呈一に師事する。
- 1963年 - 日本大学第二学園高等学校入学。
- 1966年 - 私淑していた紀田順一郎の出身校である慶應義塾大学法学部に入学。
  - 在学中、野村芳夫と怪奇幻想文学についての同人誌『リトル・ウィアード』を刊行。
- 1969年から、紀田順一郎とともに『怪奇幻想の文学』の編集・翻訳・解説を担当。
- 1970年、- 鏡明とともにヒロイック・ファンタジーの翻訳活動を開始。
- 1970年 - 日魯漁業(現在のマルハニチロ)入社。魚と触れ合う事を目的とした入社だったが、プログラマーとしての雇用だったため、9年で退社する（ただし、当時はコンピュータ黎明期で、電算室を一任されたSEとしての仕事も楽しかったと、後に語っている）。また、この年、団精二名義で、初の翻訳書『征服王コナン』（ロバート・E・ハワード著）を刊行。
  - サラリーマンとして働きつつ昼夜兼行で翻訳など学術にも精を出し、雑誌『幻想と怪奇』の編集に携わる。この頃は睡眠時間を2 - 3時間に削って時間を捻出していた。
- 1975年 - 紀田順一郎との責任監修で、国書刊行会から『世界幻想文学大系』（全45巻）の刊行が始まる（1986年に完結）。また、伊藤典夫、鏡明、横田順彌と一緒に、初めての渡米。NSFIC（北米SF大会）に参加し、また、「ミスターSF」こと、フォレスト・J・アッカーマン宅を訪ねる。なお、鏡と荒俣はスペイン人に間違われた。また、一同でポルノ映画を観たのだが、よりにもよってそれはラス・メイヤー監督の「スーパー・ビクセン」だった。
- 1977年 - 初の著書にして、幻想文学研究の定番的作品となった『別世界通信』を刊行。
- 1979年 - 日魯漁業退社。埼玉県狭山市に引っ越す。
- 1981年 -『理科系の文学誌』を刊行。異色の文学史、SF史として話題となる（のちに山形浩生は、この本に大きく影響を受けたと語っている）。
- 1982年 -『大博物学時代』を刊行し、博物学の復権を訴える。この本以降は、従来の「幻想文学・SF関係の論者」から、踏み出した活動を始める。
- 1985年 - 初の小説『帝都物語』シリーズを刊行開始。ベストセラーとなる。
- 1986年 - 路上観察学会の設立に参加。
- 1987年 - 平凡社から、ライフワークである『世界大博物図鑑』（5巻+別巻2巻）の刊行を開始（1994年完結）。
- 1988年2月 - 路上観察学会で知り合った、漫画家の杉浦日向子と結婚。「美女と野獣」と揶揄される。1箇月後に破局、半年後に離婚。
- この頃、長年のファンであった水木しげる宅を訪問し、「弟子にしてください」と頼む。なお、水木も荒俣の『世界大博物図鑑』などを購入しており「すごいヤツがいる」と感嘆しており、「互いにファン」であった。のち、水木の漫画に荒俣が、「アリャマタコリャマタ」というキャラクターとして、頻繁に登場するようになる。
- 1994年8月 - 元JALの客室乗務員の原泰子と再婚。彼女は以降、マネージャー役もつとめる、2009年には荒俣泰子名義で共著「ヨーロッパ・レンタカー旅行完全ガイド イタリア編」を刊行した。『風水先生 地相占術の驚異』を刊行し、のちの風水ブームに影響を与える。また、『漫画と人生』を刊行し、「図像学」的観点から、漫画における「絵」の位置づけ、由来などを論じた。
- 1995年 - 水木しげるが設立した世界妖怪協会に入会。
- 1996年8月 - 境港市において、世界妖怪協会主催の「世界妖怪会議」が開催され、参加する。
- 1997年 - 第1回手塚治虫文化賞選考委員（第12回の2008年まで）。
- 2005年11月から翌年にかけて、荒俣宏・京極夏彦プロデュースにより、「大(Oh!)水木しげる展 なまけものになりなさい」が開催される。
- 2007年4月 - 武蔵野美術大学客員教授に就任。
- 2009年12月 - レーシック手術を受け、視力1.2まで回復するが、公の場では伊達眼鏡を着用。
- 2017年4月 - 京都国際マンガミュージアム館長に就任[7]。

## 主な受賞歴
- 1976年度 日本翻訳出版文化賞、紀田順一郎と共同編集委員『世界幻想文学大系』第1期15巻 国書刊行会
- 1987年 第8回日本SF大賞 - 『帝都物語』[8]
- 1989年 サントリー学芸賞 - 『世界大博物図鑑 第2巻 魚類』
- 2007年 ナイスステップな研究者 - 「サイエンスとアートの融合した展示の企画」
- 2013年 水木十五堂賞
- 2014年 キネマ旬報読者賞「百年の闇、キネマの幻」

## 主な著書

### 著作
- 「別世界通信」月刊ペン社 1977.5、ちくま文庫 1987、新編・イースト・プレス 2002
- 『世界幻想作家事典』国書刊行会 1979.9
- 「理科系の文学誌」(工作舎 1981年1月 ISBN 4-87502-065-1）
- 「大博物学時代―進化と超進化の夢」（工作舎 1982年12月 ISBN 4-87502-090-2）
- 『図鑑の博物誌』リブロポート 1984.3 のち集英社文庫
- 「パラノイア創造史」（筑摩書房 1985年11月）のち文庫
- 「本朝幻想文學縁起―震えて眠る子らのために」（工作舎  1985年12月）のち集英社文庫
- 「99万年の叡智―近代非理性的運動史を解く」（平河出版社 1985年9月）
- 『帝都物語』全10冊 角川書店・角川ノベルズ 1985 - 1987 のち文庫
- 「図像観光―近代西洋版画を読む」（朝日新聞社 1986年11月）
- 「目玉と脳の大冒険―博物学者たちの時代」（筑摩書房 1987年4月）のち文庫
- 「異都発掘―新東京物語」（集英社文庫 1987年6月）
- 『世界大博物図鑑』全5巻別巻2 平凡社、1987-94
- 『絵のある本の歴史』平凡社、1987 「ブックス・ビューティフル」ちくま文庫
- 「歌舞伎キャラクター事典」（新書館 1987年12月）のちPHP文庫
- 『地球暗黒記』1 - 3 角川文庫、1988 - 1989
- 『標の周辺』日本アイ・ビー・エム、1988 「「しるし」の百科」河出書房新社
- 『ジンクス 恋愛・結婚篇』角川文庫、1988
- 『ジンクス ギャンブル篇』角川文庫、1988
- 「奇っ怪紳士録」（平凡社 1988）のちライブラリー
- 『日本妖怪巡礼団』集英社、1989 のち文庫
- 「広告図像の伝説―フクスケもカルピスも名作!」（平凡社 1989年8月）のちライブラリー
- 『海覇王』角川書店、1989 のち文庫
- 「帝都大戦」（角川書店 1989年9月）
- 「帯をとくフクスケ―複製・偽物図像解読術」（中央公論社 1990年1月）のち文庫
- 「花譜博覧」（平凡社 1990年4月）
- 「黄金伝説 「近代成金たちの夢の跡」探訪記」 (集英社 1990年4月)のち文庫
- 「ゑびす殺し」（徳間書店 1990年12月）のち文庫
- 『花の王国』1 - 4 平凡社、1990
- 『愛情生活白樺記』新潮社 1990.10 のち集英社文庫「白樺記」
- 「開化異国(おつくに)助っ人奮戦記」（小学館 1991年2月）のちライブラリー
- 「稀書自慢紙の極楽」（中央公論社 1991年9月）のち文庫
- 『大東亜科学綺譚』筑摩書房 1991.5 のち文庫
- 『解剖の美学』リブロポート 1991.9
- 『開かずの間の冒険―日本全国お宝蔵めぐり』須田一政写真 平凡社 1991.11 のちライブラリー
- 『荒俣宏の図像学入門』マドラ出版 1992.12 のち集英社文庫
- 「図像探偵―眼で解く推理博覧会」（光文社文庫 1992年1月）
- 「データベース夜明け前」（ジャストシステム 1992年10月）
- 「なつかしのハワイ旅行」（マガジンハウス 1992年12月）
- 「花空庭園」（平凡社 1992年7月）のちライブラリー
- 『ブックライフ自由自在』太田出版 1992.6 のち集英社文庫
- 『二色人の夜』角川ホラー文庫、1993
- 「ビジネス裏極意」（マガジンハウス 1993年6月）のち集英社文庫
- 「文明移動説 フェイク・アース・トラベラー」（集英社 1993年9月）
- 「地球観光旅行―博物学の世紀」（角川選書 1993年11月）「想像力の地球紀行」文庫
- 『ワタシnoイエ』角川ホラー文庫、1993
- 『荒俣宏コレクション』全17冊 集英社文庫、1994 - 1998
- 『木精狩り』安井仁写真 文藝春秋 1994.4
- 「図の劇場」（朝日新聞社 1994年7月）のち文庫
- 「本読みまぼろし堂目録―店主推奨700冊ブックガイド」（工作舎  1994年7月 ISBN 4-87502-236-0）
- 「アクアリストの楽園」（角川書店 1994年10月）
- 『新宿チャンスン』角川ホラー文庫、1995
- 『ホア・ホア 南洋光彩紀行』小西康夫写真 新潮社 1995.1
- 「屋根裏の読書虫―今宵の書林の水先案内」（ダイヤモンド社 1995年2月）
- 「空想文学千一夜―いつか魔法のとけるまで」（工作舎  1995年2月）
- 「機関(からくり)童子―帝都物語外伝」（角川文庫 1995年6月 ISBN 978-4041690284）
- 「夢の痕跡―20世紀科学のワンダーランドに遊ぶ」（講談社 1995年11月）
- 「遠近術―CD-ROMによる荒俣宏の奇想天外な遠近法」（アスキー 1995年12月）
- 「魔書―アントライオン」（メディアワークス 1996年1月）
- 「VR冒険記―バーチャル・リアリティは夢か悪夢か」（ジャストシステム 1996年3月）
- 『幻想皇帝 アレクサンドロス戦記』1 - 3 角川春樹事務所、1996-97「アレクサンダー戦記」文庫
- 「ファッション画の歴史 肌か衣か」（平凡社 1996年12月）
- 「ヨーロッパ・ホラー紀行ガイド」講談社 1996 「ヨーロッパホラー&ファンタジー・ガイド」+α文庫
- 「決戦下のユートピア」文藝春秋 1996年8月 のち文庫
- 『妖しの秘湯案内 アラマタ版』小学館 1996.12
- 「TV博物誌」（小学館 1997年1月）
- 「衛生博覧会を求めて」（ぶんか社 1997年6月）のち角川文庫
- 「レックス・ムンディ」（集英社 1997年5月）のち文庫
- 『闇吹く夏』角川書店、1997 のちホラー文庫
- 「歌伝枕説」世界文化社 1998年10月）「「歌枕」謎ときの旅―歌われた幻想の地へ」光文社知恵の森文庫
- 「20世紀雑誌の黄金時代」（平凡社 1998年10月）
- 『アラマタ図像館』全6冊 小学館文庫、1998-99
- 「江戸の快楽-下町抒情散歩」（文藝春秋 1999年5月）「江戸の醍醐味」光文社知恵の森文庫
- 「花の図譜ワンダーランド」（八坂書房 1999年9月）
- 「どおまん・せいまん奇談―鳥羽ミステリー紀行」（ゼスト 1999年10月）「絶の島事件」角川ホラー文庫
- 「ホラー小説講義」（角川書店 1999年7月）
- 「Girl Art―ピンナップの女神たち」（集英社 1999年6月）
- 「万博とストリップ―知られざる二十世紀文化史」（集英社新書 2000年1月 ISBN 978-4087200119）
- 「風水先生「四門の謎」を解く」（世界文化社 2000年1月 ISBN 978-4418005031）
- 「アラマタ珍奇館―ヴンダーカマーの快楽」（集英社 2000年4月）
- 「荒俣宏のデジタル新世界探検」（日本経済新聞社 2000年4月）
- 「荒俣宏の「イーベイ」お宝コレクション術」（平凡社 2000年8月）
- 「年表で読む荒俣宏の博物探検史―あの珍種この珍種が発見された探検航海を年表で辿る」（平凡社 2000年9月）
- 「アジアまぼろし画報―『ASIA』で見るニッポン」（平凡社 2000年9月）
- 「セクシーガールの起原」朝日新聞社 2000年9月）
- 「奇想の20世紀」（日本放送出版協会 2000年）のちライブラリー
- 「プロレタリア文学はものすごい」（平凡社新書 2000年）
- 「髪の文化史」（潮出版社 2000年）
- 「夢々―陰陽師鬼談」（角川書店 2000年）のち文庫（改題「陰陽師鬼談　安倍晴明物語」）
- 「パルプマガジン―娯楽小説の殿堂」（平凡社 2001年）
- 「陰陽師ロード―安倍晴明名所案内」（平凡社 2001年）
- 「荒俣宏の20世紀世界ミステリー遺産」（集英社 2001年）のち祥伝社黄金文庫
- 「読み忘れ三国志」（小学館 2002年）のち文庫
- 「ヨコオ論タダノリ」（平凡社 2002年）
- 「陰陽師―安倍晴明の末裔たち」（集英社新書 2002年）
- 「イギリス魔界紀行―ハリーポッターの故郷へ」（NHK出版 2003年）のち角川文庫
- 「想像力の地球旅行―荒俣宏の博物学入門」（角川書店 2004年）
- 「男に生まれて―江戸鰹節商い始末」（朝日新聞社 2004年）のち文庫
- 「荒俣宏の不思議歩記」（毎日新聞社 2004年）
- 『妖怪大戦争』（角川書店 2005年）のち文庫
- 『帝都幻談』文藝春秋、2007 のち文庫
- 「新帝都物語 維新国生み篇」（角川書店 2007年）のち文庫
- 「アラマタ大事典」（講談社 2007年）
- 「磯魚ワンダー図鑑」（新書館 2007年）
- 『フリーメイソン 「秘密」を抱えた謎の結社』〈角川ONEテーマ21〉2010年。ISBN 978-4-04-710227-9。
- 『アラマタ美術誌』新書館、2010
- 『0点主義 新しい知的生産の技術57』講談社 2012
- 『すごい人のすごい話』イースト・プレス 2013
- 『江戸の幽明 東京境界めぐり』2014 (朝日新書)
- 『喰らう読書術 一番おもしろい本の読み方』ワニブックスPLUS 2014
- 『サイエンス異人伝 科学が残した「夢の痕跡」』講談社 (ブルーバックス)2015
- 『脳内異界美術誌 幻想と真相のはざま』KADOKAWA([怪BOOKS])2016
- 『女流画家ゲアダ・ヴィーイナと「謎のモデル」 アール・デコのうもれた美女画』新書館 2016
- 『お化けの愛し方 なぜ人は怪談が好きなのか』2017 (ポプラ新書)
- 『ハゲの文化史』ポプラ新書 2018
- 『アラマタヒロシの妖怪にされちゃったモノ事典』秀和システム 2019
- 『妖怪少年の日々　アラマタ自伝』角川書店 2021
- 『小説妖怪大戦争 ガーディアンズ』角川文庫 2021
- 妖怪は海にいる! ? アラマタ式 海の博物教室 偕成社(みんなの研究) 2022

### 共著
- 「大衆小説の世界―幻想怪奇・探偵・SF」（九芸出版 1978年5月）
石上三登志・小隅黎・谷口高夫との共著
- 「世界の恐怖怪談」（学習研究社 1977年5月）
武内孝夫との共著。
- 「月と幻想科学」（工作舎 1979年10月）
松岡正剛との共談。
- 「平安鬼道絵巻―ヒーローファンタジー 九つの鬼絵草紙」（東京三世社 1986年2月 ISBN 978-4885704956）
中山星香との共著。
- 「虫魚の交わり」（平凡社 1986年11月 ISBN 978-4582745030）
奥本大三郎との共著。
- 「東京路上博物誌」（鹿島出版会 1987年7月 ISBN 978-4306093034）
藤森照信との共著。
- 「神秘学カタログ」（河出書房新社 1987年9月 ISBN 978-4309717524）
鎌田東二との共編。
- 「歌舞伎キャラクター事典」（新書館 1987年2月 ISBN 978-4403220302）
イラストいまいかおる。
- 「妖怪草紙―あやしきものたちの消息」（工作舎 1987年11月 ISBN 978-4875021391）
小松和彦との共著。
- 「風力の学派―門坂流作品集」（ぎょうせい 1988年5月 ISBN 978-4324012178）
門坂流、池澤夏樹、伊藤俊治と共著。
- 「黄金伝説―「近代成金たちの夢の跡」探訪記」（集英社 1990年4月 ISBN 978-4087727319）
写真高橋昇。
- 「日本トイレ博物誌」（INAX 1990年4月 ISBN 978-4809910012）
阿木香、遠州敦子、林丈二、本間都、谷直樹、舟杉真理子、伊奈英次との共著。
- 「繁昌図案(エコノグラフィー)―北原照久コレクション」（マガジンハウス 1991年3月 ISBN 978-4838702084）
北原照久との共著。
- 「アインシュタインの天使―はじめに落下ありき」（マガジンハウス 1991年4月 ISBN 978-4886790491）
金子務との共著。
- 「開かずの間の冒険」（平凡社 1991年10月 ISBN 4582828523）
写真須田一政。
- 「南方熊楠の図譜」（青弓社 1991年12月 ISBN 978-4787290588）
荒俣宏、環栄賢編。赤坂憲雄、萩原博光、環栄賢、鎌田東二、後藤正人、松枝到、村岡空、神坂次郎との共著。
- 「神秘学オデッセイ―精神史の解読」（平河出版社 1991年12月 ISBN 978-4892030550）
高橋巖との共著。
- 「異彩天才伝―東西奇人尽し」（福武書店 1991年12月 ISBN 978-4828832302）
荒俣宏選。日本ペンクラブ編。
- 「ダークマドンナ」（みき書房 1994年11月 ISBN 978-4073020431）
柴田文明との共著。
- 「想像力博物館」（作品社 1993年1月 ISBN 978-4878931727）
鈴木一誌、春井裕との共著。
- 「コンピューターの宇宙誌―きらめく知的探求者たち」（ジャストシステム 1992年11月 ISBN 978-4883090273）
紀田順一郎との共著。
- 「日本の秘地・魔界と聖域」（ベストセラーズ 1992年11月 ISBN 978-4584303559）
小松和彦との共著。
- 「マルチメディア―未知なるメディアへの挑戦」（ジャストシステム 1993年11月 ISBN 978-4883090440）
紀田順一郎、西垣通との共著。
- 「福助さん」（筑摩書房 1993年11月 ISBN 978-4480872340）
林丈二との共著。
- 「あなたの知らない戦慄の超能力―あなたを襲う超自然現象の恐怖と怪奇!」（日本文芸社 1994年5月 ISBN 978-4537063127）
金森誠也との共著。
- 「荒俣宏の少年マガジン大博覧会」（講談社 1994年5月 ISBN 978-4062067027）
高山宏との共著。
- 「楽園考古学」（マガジンハウス 1994年5月 ISBN 978-4582512274）
篠遠喜彦との共著。
- 「ガラパゴスの海へ―ダーウィンも見なかった世界 中村庸夫写真集」（講談社 1994年6月 ISBN 978-4062070669）
荒俣宏文。写真中村庸夫。
- 「燐寸図案―北原照久コレクション」（マガジンハウス 1994年8月 ISBN 978-4838705214）
北原照久との共著。
- 「ホア・ホア―南洋光彩紀行」（新潮社 1995年1月 ISBN 978-4103778028）
小西康夫との共著。
- 「図説 人体博物館」（筑摩書房 1995年10月 ISBN 978-4480860415）
養老孟司、坂井建雄、吉田 穣との共著。
- 「南方熊楠―奇想天外の巨人」（平凡社 1995年10月 ISBN 978-4582633047）
田中優子、中沢新一、中瀬喜陽との共著。
- 「ドラゴン殺し」（メディアワークス 1996年1月 ISBN 978-4073041771）
中村うさぎ、鳥海永行、山本弘、小沢章友著。
- 「滝狂―横尾忠則Collection中毒」（新潮社 1996年3月 ISBN 978-4104110018）
横尾忠則との共著。
- 「マタさんクラさん―世紀末でたとこ膝栗毛」（講談社 1996年5月 ISBN 978-4062066440）
倉本四郎との共著。
- 「アラマタ版 妖しの秘湯案内」（小学館 1996年11月 ISBN 978-4093663816）
写真安井仁。
- 「開運!招福縁起物大図鑑―ラッキーゴッドたち 福を招く神々」（ワールドマガジン社 1997年1月 ISBN 978-4882968047）
荒俣宏監修。日本招福縁起物研究会編。
- 「デジタル・イメージ」（フォトプラネット 1997年2月 ISBN 978-4309901589）
小檜山賢二、中川政昭、金村修、瀬戸正人との共著。フォトプラネット編。
- 「文化退国、日本。」（ジャストシステム 1997年3月 ISBN 978-4883094394）
紀田順一郎、柏木博との共著。
- 「鬼から聞いた遷都の秘訣―地震・風水・ネットワーク」（工作舎 1997年5月 ISBN 978-4875022817）
小松和彦との共著。
- 「チョウチョウウオの地球」（エムピージェー 1997年6月 ISBN 978-4895122238）
中村庸夫との共著。
- 「ゴシック幻想」（書苑新社 1997年8月 ISBN 978-4915125911）
深田甫、麻原雄、秋山和夫との共著。紀田順一郎編。
- 「招猫画報―吉祥招福」（エージー出版 1997年12月 ISBN 978-4900874152）
荒俣宏監修。板東寛司、左古文男、荒川千尋著。日本招猫倶楽部編。
- 「形を遊ぶ」（工作舎 1998年1月 ISBN 978-4875022909）
杉浦康平、小長谷一之、あだちがびん、鈴木邦雄著。形の文化会『形の文化誌』編委員会編。
- 「七人の安倍晴明」（桜桃書房 1998年7月 ISBN 978-4756705471）
高橋克彦、内藤正敏、岡野玲子、夢枕獏、加門七海、田辺聖子、小松和彦との共著。
- 「これは凄い東京大学コレクション」（新潮社 1998年8月 ISBN 978-4106020728）
黒田日出男、養老孟司、西野嘉章との著。
- 「小説始皇帝暗殺」（角川書店 1998年8月 ISBN 978-4047912953）
陳凱歌、王培公原作。
- 「死の本」（光琳社出版 1998年12月 ISBN 978-4771302976）
京極夏彦、石堂藍、小阪修平、宮元啓一、田沼靖一との共著。小池寿子図像監修。
- 「江戸の快楽―下町抒情散歩」（文藝春秋 1999年5月 ISBN 978-4163552101）
安井仁との著。
- 「伝説探訪 東京妖怪地図」（祥伝社 1999年7月 ISBN 978-4396311254）
荒俣宏監修。田中聡著。
- 「もういちど考えたい母の生きかた・父の生きかた」（ポプラ社 1999年10月 ISBN 978-4591061985）
生島ヒロシ、大林宣彦、鎌田慧、小林亜星、田辺聖子ほかとの著。
- 「楽園考古学―ポリネシアを掘る」（平凡社 2000年1月 ISBN 978-4582763164）
篠遠喜彦との著。
- 「獅子―王権と魔除けのシンボル」（集英社 2000年12月 ISBN 978-4081990061）
写真大村次郷。
- 「よみがえるカリスマ平田篤胤」（論創社 2000年12月 ISBN 978-4846001810）
米田勝安との共著。
- 「陰陽師伝奇大全」（白泉社 2001年1月 ISBN 978-4592760917）
東雅夫、岡野玲子、浅井了意、池田雅之、小沢章友との共著。
- 「王様の勉強法」（メディアワークス 2001年3月 ISBN 978-4840218122）
中谷彰宏との著。
- 「人生の錬金術」（メディアワークス 2001年6月 ISBN 978-4840218313）
中谷彰宏との著。
- 「陰陽夜話」（朝日新聞社 2001年9月 ISBN 978-4022576811）
夢枕獏、岡野玲子、旭堂小南陵、河合隼雄、小松和彦との共著。
- 「夢々陰陽師鬼談」（角川書店 2001年12月 ISBN 978-4048534451）
コミック九後奈緒子著。
- 「水木しげる80の秘密」（角川書店 2002年8月 ISBN 978-4048837637）
水木しげる、多田克己、村上健司、佐野史郎、南伸坊、南條竹則、呉智英、武良布枝、京極夏彦、大泉実成との共著。
- 「安倍晴明公」（講談社 2002年9月 ISBN 978-4062109833）
千宗守、京極夏彦、山口喜堂、岡野玲子との著。晴明神社監修。
- 「江戸東京をつくった偉人鉄人」（平凡社 2002年11月 ISBN 978-4582831238）
榎本了壱との共編。
- 「南海文明グランドクルーズ―南太平洋は古代史の謎を秘める」（平凡社 2003年3月 ISBN 978-4582512298）
篠遠喜彦との著。
- 「磯採集ガイドブック―死滅回遊魚を求めて」（阪急コミュニケーションズ 2004年8月 ISBN 978-4484044019）
荒俣幸男、さとう俊との著。
- 「きっずジャポニカ」（小学館 2006年6月 ISBN 978-4092195110）
江崎玲於奈、隂山英男との共著。
- 「電球1個のエコロジー―環境単位=2000kcalで何でも測ってみよう」（中央法規出版 2006年7月 ISBN 978-4805846759）
荒俣宏監修。ガイアプレスプロジェクト著。
- 「磯あそびハイパーガイドブック―海とあそぶ、自然がわかる、地球に生きる」（小学館 2006年7月 ISBN 978-4093876629）
さとう俊との共著。
- 「ヨーロッパ・レンタカー旅行完全ガイド イタリア編」（角川書店 2009年5月）
荒俣泰子との共著。
- 『荒俣宏・高橋克彦の岩手ふしぎ旅』高橋克彦共編著 実業之日本社 2010
- 「戦争と読書 : 水木しげる出征前手記」KADOKAWA 2015 (角川新書)
水木しげるとの共著
- 『荒俣宏妖怪探偵団ニッポン見聞録 東北編』学研プラス 2017
荻野慎諧, 峰守ひろかずとの共著

### 翻訳
- 「征服王コナン : 英雄コナン・シリーズ」団精二名義訳 早川書房 1970 (ハヤカワSF文庫)
ロバート・E・ハワード著
- 「冒険者コナン」団精二名義訳 早川書房 1971 (ハヤカワSF文庫)
ロバート・E・ハワード著
- 「黄金郷の蛇母神」団精二 訳 早川書房 1971 (ハヤカワSF文庫)
A.メリット著,
- 「不死鳥コナン」団精二 訳 早川書房 1971 (ハヤカワSF文庫)
ロバート・E・ハワード著,
- 「復讐鬼コナン : 英雄コナン・シリーズ別巻1」団精二 訳 早川書房 1971 (ハヤカワSF文庫)
ディ・キャンプ&ニューベリイ著,
- 「恐るべき魔女」団精二 訳,金森達 絵 朝日ソノラマ 1972 (少年少女世界恐怖小説 ; 3)
A.メリット原作,
- 「大帝王コナン」団精二, 鏡明 訳 早川書房 1972 (ハヤカワSF文庫)
ロバート・E.ハワード著,
- ダンセイニ幻想小説集 荒俣宏 訳編 創土社 1972 (ブックスメタモルファス)
ダンセイニ 著,
- 「冒険王コナン」団精二 訳,南村喬之 絵 朝日ソノラマ 1974 (少年少女冒険小説 ; 8)
ロバート・E.ハワード原作,
- 「大宇宙の守護者」,団精二 訳 早川書房 1975 (ハヤカワ文庫)
クリフォード・D・シマック著
- ラヴクラフト小説全集 1 (短篇 1) 荒俣宏 訳 創土社 1975 (ブックスメタモルファス)
ラヴクラフト著
- ペガーナの神々　荒俣宏 訳 創土社 1975
ロード・ダンセイニ 著,
- 「ク・リトル・リトル神話集」（国書刊行会 1976年11月 ISBN 978-4336025807）
H・P・ラヴクラフトほか著。
- リリス 荒俣宏 訳 月刊ペン社 1976 (妖精文庫)
ジョージ・マクドナルド 著,
- 「トールキンの世界」（晶文社 1977年1月 ISBN 978-4794958730）
リン・カーター著。
- 「ロイガーの復活」団精二 訳 （早川書房 1977年5月 ISBN 978-4150401405）(ハヤカワ文庫. NV)
コリン・ウィルソン著,
- ジャンビー 荒俣宏 訳 国書刊行会 1977 (ドラキュラ叢書 ; 第9巻)
H.S.ホワイトヘッド 著,
- 「時のはざま」,団精二 訳 早川書房 1977 (ハヤカワ文庫. SF)
ドナルド・A・ウォルハイム, テリー・カー 編
- 「ペガーナの神々」（早川書房 1979年3月 ISBN 978-4150200053）
ロード・ダンセイニ著。
- 「五つの壷」（早川書房 1979年6月 ISBN 978-4150200077）
M・R・ジェイムズ著。紀田順一郎との共訳。
- 「犯罪オンライン」（早川書房 1981年6月 ISBN 978-4152074768）
ジョン・マクニール著。
- 「イシュタルの船」（早川書房 1982年4月 ISBN 978-4150200398）
A・メリット著。
- 「魔法の国の旅人」（早川書房 1982年12月 ISBN 978-4150200473）
ロード・ダンセイニ著。
- 「マッド・サイエンティスト」（東京創元社 1982年4月 ISBN 978-4488672010）
スチュアート・デイヴィッド・シフ編。
- 「地霊―聖なる大地との対話―イメージの博物誌 14」（平凡社 1982年1月 ISBN 978-4582284140）
ジョン・ミシェル著。
- 「ボアズ・ヤキンのライオン」（早川書房 1984年11月 ISBN 978-4150200695）
ラッセル・ホーバン著。
- 「フローラの神殿」（リブロポート 1985年4月 ISBN 978-4845701599）
R・J・ソーントン著。
- 「フローラの神殿」（早川書房 1985年4月 ISBN 978-4845701599）
R・J・ソーントン著。
新装版（早川書房 1990年5月 ISBN 978-4845704736）。
- 「黄金の鳥」（リブロポート 1986年2月 ISBN 978-4845702138）
J・B・オードベル、L・J・P・ヴィエイヨー著。
- 「リリス」（筑摩書房 1986年10月 ISBN 978-4480020918）
ジョージ・マクドナルド著。
- 「鉄の夢」（早川書房 1986年12月 ISBN 978-4150106980）
ノーマン・スピンラッド著。
- 「妖精族のむすめ」（筑摩書房 1987年7月 ISBN 978-4480021519）
ロード・ダンセイニ著。
- 「妖精詩集」（筑摩書房 1988年6月 ISBN 978-4480022318）
W・デ・ラ・メア著。
- 「異時間の色彩」（どうぶつ社 1990年2月 ISBN 978-4150201357）
マイクル・シェイ著。栗原知代との共訳。
- 「ジョン・グールド鳥人伝説」（どうぶつ社 1990年2月 ISBN 978-4886222534）
モゥリーン・ランボルン著。
- 「ケルト民話集」（筑摩書房 1991年9月 ISBN 978-4480025647）
フィオナ・マクラウド著。
- 「黒魔術の帝国―第二次世界大戦はオカルト戦争だった」（徳間書店 1992年7月 ISBN 978-4193549027）
マイケル・フィッツジェラルド著。
- 「ラヴクラフト―恐怖の宇宙史」（角川書店 1993年7月 ISBN 978-4041690192）
荒俣宏編。H・P・ラヴクラフト、コリン・ウィルソン著。
- 「ゴードン・スミスのニッポン仰天日記」（小学館 1993年5月 ISBN 978-4093870481）
リチャード・ゴードン・スミス著。大橋悦子との共訳。
- 「魔法使いの弟子」（筑摩書房 1994年5月 ISBN 978-4480028662）
ロード・ダンセイニ著。
- 「カラカウア王のニッポン仰天旅行記」（小学館 1995年3月 ISBN 978-4093871167）
ウィリアム・N・アームストロング著。樋口あやことの共訳。
- 「タオの言葉」（紀伊國屋書店 1996年8月 ISBN 978-4314007344）
マルク・ドゥ・スメト著。
- 「聖なる大地」（創元社 1996年12月 ISBN 978-4422215020）
荒俣宏監修。ブライアン・リー・モリノー著。月村澄枝訳。
- 「古代エジプトの言葉」（紀伊國屋書店 1996年11月 ISBN 978-4314007412）
フランソワ＝グザヴィエ・エリー著。
- 「必携風水学」（角川書店 1997年2月 ISBN 978-4042751014）
デレク・ウォルターズ著。
- 「図説オカルト全書」（原書房 1997年11月 ISBN 978-4562030279）
オーエン・S・ラクレフ著。藤田美砂子との共訳。
- 「隠された聖地―マグダラのマリアの生地を巡る謎を解く」（河出書房新社 1997年12月 ISBN 978-4309202679）
ヘンリー・リンカーン著。平石律子との共訳。
- 「シリウス・コネクション―人類文明の隠された起源」（徳間書店 1998年3月 ISBN 978-4198608248）
マリー・ホープ著。
- 「本の歴史」（創元社 1998年12月 ISBN 978-4422211404）
ブリュノ・ブラセル著。木村恵一との共訳。
- 「ゴードン・スミスの日本怪談集」（角川書店 2001年8月 ISBN 978-4047913752）
リチャード・ゴードン・スミス著。
- 「ロード・オブ・ザ・リング―『指輪物語』完全読本」（角川書店 2002年2月 ISBN 978-4047914070）
リン・カーター著。
- 「ナイトランド」（原書房 2002年5月 ISBN 978-4562035106）
ウィリアム・ホープ・ホジスン著。
- 「JOBUTSU PROJECT:Listen in clear light from Tibetan book of the dead」（長崎出版 2002年11月 ISBN 978-4860950019）
フユェン著。写真高田淳生。
- 「ホワイトプルームマウンテン」（アスキー 2006年7月 ISBN 978-4756147820）
ポール・キッド著。
- 『ペロー童話集』ハリー・クラーク 絵 新書館 2010
- ヨハン・ヴォルフガング・ゲーテ作 ハリー・クラーク絵『ファウスト』新書館 2011
- 『アンデルセン童話集』文春文庫、2012
- チャールズ・R・ダーウィン『新訳ビーグル号航海記』平凡社 2013
- 『イマジン』荒俣宏 訳 講談社 2013 (講談社の翻訳絵本)
ノーマン・メッセンジャー 作,
- 『異次元を覗く家』アトリエサード (ナイトランド叢書)　2015
ウィリアム・ホープ・ホジスン 著,
- 『魔術師の帝国 1』安田均 編,安田均, 鏡明共訳 アトリエサード (ナイトランド叢書 2017
クラーク・アシュトン・スミス 著,
- フロールチェ・ズウィヒトマン 文, ルトウィヒ・フォルベーダ 絵『世界幻妖図鑑 ドラゴンから妖怪〈YOKAI〉まで』日本語版監修. フレーベル館, 2020

### 著書集
- 「地球暗黒記」（角川書店）
1：ナナ・ヌウ（1988年7月 ISBN 978-4041690130）
2：パリウリ（1988年12月 ISBN 978-4041690154）
3：アルカ・ノアエ（1989年4月 ISBN 978-4041690161）
- 「ジンクス」（角川書店）
恋愛・結婚篇（1988年5月 ISBN 978-4041690123）
ギャンブル篇（1988年10月 ISBN 978-4041690147）
- 「花の王国」（平凡社）
1：園芸植物（1990年1月 ISBN 978-4582543117）
2：薬用植物（1989年5月 ISBN 978-4582543124）
3：有用植物（1990年7月 ISBN 978-4582543131）
4：珍奇植物（1990年11月 ISBN 978-4582543148）
- 「海覇王」（角川書店）
上：海の巻（1989年3月 ISBN 978-4048725613）
中：覇の巻（1989年9月 ISBN 978-4048725620）
下：王の巻（1993年10月 ISBN 978-4048725637）
- 「世界大博物図鑑」（平凡社）
第1巻：虫類（1990年7月 ISBN 978-4582518214）
第2巻：魚類（1989年5月 ISBN 9784582518221）→1989年サントリー学芸賞受賞。関連サイト[リンク切れ]
第3巻：生・爬虫類（1990年7月 ISBN 978-4582518238）
第4巻：鳥類（1987年5月 ISBN 978-4582518245）
第5巻：哺乳類 （1988年4月 ISBN 9784582518252）
別巻1：絶滅・希少鳥類（1993年5月 ISBN 978-4582518269）
別巻2：水生無脊椎動物（1993年6月 ISBN 978-4582518276）
- 「帝都物語」（角川書店）
1：神霊篇（1985年1月 ISBN 978-4047778016）
2：魔都篇（1985年4月 ISBN 978-4047778023）
3：大震災篇（1986年1月 ISBN 978-4047778030）
4：龍動篇（1986年2月 ISBN 978-4047778047）
5：魔王篇（1986年3月 ISBN 978-4047778054）
6：不死鳥篇（1986年7月 ISBN 978-4047778061）
7：百鬼夜行篇（1986年10月 ISBN 978-4047778078）
8：未来宮篇（1987年2月 ISBN 978-4047778085）
9：喪神篇（1987年5月 ISBN 978-4047778092）
10：復活篇（1987年7月 ISBN 978-4047778108）
11：戦争篇（1989年1月 ISBN 978-4041690116）
12：大東亜篇（1989年7月 ISBN 978-4041690178）
漫画藤原カムイ（角川書店 1999年12月 ISBN 978-4047132870）。
- 「ブックス・ビューティフル―絵のある本の歴史」（筑摩書房）
単行本（平凡社 1987年3月 ISBN 978-4582253023）
文庫：1（1995年12月 ISBN 978-4480030962）
文庫：2（1995年12月 ISBN 978-4480030979）
- 「荒俣宏コレクション」（集英社）
黄金伝説（1994年5月 ISBN 978-4087481716）
怪物の友―モンスター博物館（1994年4月 ISBN 978-4087481587）
風水先生―地相占術の驚異（1994年4月 ISBN 978-4087481594）
図鑑の博物誌―増補版（1994年6月 ISBN 978-4087481792）
神秘学マニア（1994年7月 ISBN 978-4087481921）
南方に死す（1994年8月 ISBN 978-4087482058）
短編小説集（1994年11月 ISBN 978-4087482485）
日本仰天起源（1994年9月 ISBN 978-4087482195）
漫画と人生（1994年10月 ISBN 978-4087482379）
本朝幻想文学縁起―コンパクト版（1994年12月 ISBN 978-4087482638）
- 「荒俣宏コレクションII」（集英社）
バッドテイスト―悪趣味の復権のために（1998年12月 ISBN 978-4087486612）
風水先生レイラインを行く―神聖地相学世界編（1997年2月 ISBN 978-4087486568）
本の愛し方人生の癒し方 ブックライフ自由自在（1997年10月 ISBN 978-4087486575）
愛情生活 虚構の告白―白樺記（1997年11月 ISBN 978-4087486551）
エキセントリック―奇人は世界を征す（1998年5月 ISBN 978-4087486629）
エロトポリス―性愛人類史観（1998年2月 ISBN 978-4087486599）
神の物々交換―文明の大陸移動説（1998年3月 ISBN 978-4087486582）
図像学入門―目玉の思想と美学（1998年4月 ISBN 978-4087486605）
新日本妖怪巡礼団―怪奇の国ニッポン（1997年8月 ISBN 978-4087486537）
商神の教え―ビジネス裏極意（1997年9月 ISBN 978-4087486544）
- 「アレクサンダー戦記」（角川春樹事務所）
1：魔王誕生（1998年11月 ISBN 978-4894564541）
2：覇王狂乱（1999年11月 ISBN 978-4894565746）
3：神王転生（1999年11月 ISBN 978-4894565869）
コミック田中正仁（メディアファクトリー 2000年9月 ISBN 978-4889917598）。
- 「アラマタ図像館」（小学館）
1：怪物（1999年5月 ISBN 978-4094031119）
2：解剖（1999年6月 ISBN 978-4094031126）
3：海底（1999年7月 ISBN 978-4094031133）
4：庭園（1999年9月 ISBN 978-4094031140）
5：エジプト（1999年10月 ISBN 978-4094031157）
6：花蝶（1999年11月 ISBN 978-4094031164）
- 「幻想皇帝―アレクサンドロス戦記」（角川春樹事務所）
1（1996年11月 ISBN 978-4894560628）
2（1997年3月 ISBN 978-4894560635）
3（1997年11月 ISBN 978-4894560642）
- 「シム・フースイ」（角川書店）
Version1.0：ワタシnoイエ（1993年4月 ISBN 978-4041690185）
Version2.0：二色人(ニイルピト)の夜（1993年12月 ISBN 978-4041690222）
Version3.0：新宿チャンスン（1995年8月 ISBN 978-4041690239）
Version4.0：闇吹く夏（1999年4月 ISBN 978-4041690338）
Version5.0：絶の島事件（2001年9月 ISBN 978-4041690352）
- 「二十世紀イリュストレ大全―少女まんがのルーツをもとめて」（長崎出版）
1：ロマンティックドリーム（2004年4月 ISBN 978-4860950316）
2：アメージングファンタジー（2004年7月 ISBN 978-4860950323）
3：セクシービューティーズ（2004年11月 ISBN 978-4860950330）

### 翻訳集
- 「アンデルセン童話集」（新書館 2005年7月 ISBN 978-4403270031）
ハンス・クリスチャン・アンデルセン著。
新装版：1：雪の女王（1983年10月 ISBN 978-4403031014）
新装版：2：人魚姫（1983年12月 ISBN 978-4403031021）
新装版：3：空飛ぶトランク（1984年1月 ISBN 978-4403031038）
- 「ラヴクラフト小説全集」（創土社）
H・P・ラヴクラフト著。
1（1975年）
4（1978年）
- 「ダーウィン先生地球航海記」（平凡社）
チャールズ・ダーウィン著。
1：絶滅動物の墓場をほるの巻（1995年6月 ISBN 978-4582541311）
2：落ちかけた大岩に肝を冷やすの巻（1995年10月 ISBN 978-4582541328）
3：地球最悪の岬をぬけるの巻（1995年11月 ISBN 978-4582541335）
4：ゾウガメにふりおとされるの巻（1996年1月 ISBN 978-4582541342）
5：しずむ南海島のなぞをとくの巻（1996年2月 ISBN 978-4582541359）
- 「シャドウデイル・サーガ」（富士見書房）
リチャード・オーリンソン著。樋口竹美との共訳。
1：神界への階段（1991年6月 ISBN 978-4829141298）
2：不死鳥の神殿（1991年8月 ISBN 978-4829141304）
3：天翔ける妖馬（1991年12月 ISBN 978-4829141311）
4：死霊を吸う魔像（1992年5月 ISBN 978-4829141328）
5：意志をもつ邪剣（1992年12月 ISBN 978-4829141335）
6：神々の帰還（1993年3月 ISBN 978-4829141342）
- 「ムーンシェイ・サーガ」（富士見書房）
ダグラス・ナイルズ著。
1：魔獣よみがえる（1989年1月 ISBN 978-4829141168）
2：竪琴と一角獣（1989年4月 ISBN 978-4829141175）
3：七人の黒魔術師（1989年7月 ISBN 978-4829141182）
4：死せる王妃の預言（1989年10月 ISBN 978-4829141199）
5：猫の爪・豹の牙（1990年4月 ISBN 978-4829141212）
6：暗黒の解放（1990年7月 ISBN 978-4829141205）

### 編集
- 「世界幻想文学大系」（国書刊行会）紀田順一郎との責任編集 1975 - 1986
- 「怪奇幻想の文学」全7巻（新人物往来社）
  - 1巻から4巻までは平井呈一、中島河太郎、紀田順一郎が、5巻から7巻は紀田順一郎と荒俣が共同編集。
- 「美花選」（学研）
ピエール・ジョゼフ・ルドゥーテ著。
春（1986年5月 ISBN 978-4051506117）
夏・秋（1986年7月 ISBN 978-4051506124）
- 「東洋文庫 ふしぎの国」（平凡社）
1：妖怪・怪物（1989年7月 ISBN 978-4582837018）
3：諸国国尽し（1989年5月 ISBN 978-4582837032）
12：事物珍起源（1989年10月 ISBN 978-4582837124）
- 「WONDER BOOKS」（みき書房）
1.恋するアールヌーヴォー（1994年9月 ISBN 978-4895212731）
2.不思議のアールデコ（1994年8月 ISBN 978-4895212724）
3.おとぎの遊園地（1995年1月 ISBN 978-4895212793）
4.天使のワードローブ（1995年3月 ISBN 978-4895212816）
5.虹色草紙（1994年11月 ISBN 978-4895212779）
- 「Fantastic Dozen」（リブロポート）
J・J・ショイヒツァー著。
1：水中の驚異（1990年10月 ISBN 978-4845705375）
2：神聖自然学（1990年10月 ISBN 978-4845705382）
3：エジプト大遺跡（1990年12月 ISBN 978-4845705399）
4：民族博覧会（1990年12月 ISBN 978-4845705405）
5：地球の驚異（1991年2月 ISBN 978-4845705412）
6：悪夢の猿たち（1991年3月 ISBN 978-4845705429）
7：熱帯幻想（1991年6月 ISBN 978-4845705436）
8：昆虫の劇場（1991年10月 ISBN 978-4845705443）
9：極楽の魚たち（1991年5月 ISBN 978-4845705450）
10：バロック科学の驚異（1991年7月 ISBN 978-4845705467）
11：解剖の美学（1991年9月 ISBN 978-4845705474）
12：怪物誌（1991年4月 ISBN 978-4845705481）
- 「世界神秘学事典」（平河出版社 1981年11月）
- 「アメリカ怪談集」（河出文庫 1989年5月、改版2019年 ISBN 978-4309467023）
D・H・ケラーほか著。
- 「新編 魔法のお店」編訳（ちくま文庫 1989年9月 ISBN 978-4480023469）
- 「このすばらしき生きものたち　カンブリア大爆発から人工生命の世紀へ」（角川書店 1994年6月）
- 「かぎりなく死に近い生　命の思想、死の思想」（角川書店 1994年7月）
アンデルセン、R・A・ラファティ、稲垣足穂、H・G・ウェルズ、ウォルター・デ・ラ・メア、ハーヴィ・ジェイコブズ、ヤン・ヴァイスほか著。
- 「知識人99人の死に方―もうひとつの戦後史」（角川書店 1994年12月／角川ソフィア文庫 2000年10月 ISBN 978-4041690345）
関川夏央、神保龍太、末藤浩一郎、猪瀬直樹、都築響一、武田徹、岩川隆ほか解説。
- 「20世紀の妖怪の正体―共産主義とは何なのか」責任編集（角川書店 1995年2月）
- 「別冊太陽 平田篤胤 知のネットワークの先覚者」平凡社 2004年4月 ISBN 978-4582944686
米田勝安との共編、大型ムック
- 「怪奇文学大山脈 = Das größte Gebirge der Gespenstergeschichten」全3巻、東京創元社 2014
- 「日本まんが」全3巻、東海大学出版部 2015
- 「平井呈一 生涯とその作品」紀田順一郎監修、松籟社 2021。編者 ISBN 978-4879844071
- 「新編 怪奇幻想の文学」全6巻 紀田順一郎と共監修、牧原勝志『幻想と怪奇』編集室 編、新紀元社 2022 - 2025

### 雑誌
- 紀田順一郎と共同編集『幻想と怪奇』三崎書房 1973年 - 1974年（12号）
- 『文學季刊 牧神』創刊号（特集 ゴシック・ロマンス　暗黒小説の系譜）（1975年、寄稿）
- 責任編集『ボーダーランド』角川春樹事務所 1996年6月号 - 1997年9月号

### その他
- 『ダ・ヴィンチ・コード』（角川書店）
荒俣宏解説。ダン・ブラウン著。越前敏弥訳。
上（2004年5月 ISBN 978-4047914742）
下（2004年5月 ISBN 978-4047914759）
- 「SFを読むことが冒険だった頃」 - 『未来力養成教室』（日本SF作家クラブ/編、岩波ジュニア新書、2013年7月 ISBN 978-4-00-500750-9）
- 『喰らう読書術 一番おもしろい本の読み方』（ワニブックスPLUS新書、2014年6月 ISBN 978-4-8470-6550-7）

## 主なその他の活躍

### 映画
- 帝都物語（配給 東宝 1988年1月） 原作。監督実相寺昭雄。
- 帝都大戦（配給 東宝 1989年9月） 原作。総監督藍乃才、監督一瀬隆重。
- 真夏の地球（配給 松竹富士 1991年6月）[9] 出演。監督村上修。
- 帝都物語外伝（配給 東宝 1995年7月） 原作。監督橋本以蔵。
- 東京龍-TOKYO DRAGON（配給 エースピクチャーズ 1997年11月） 原作。監督片岡敬司。「シム・フースイ」シリーズの映画化。
- アレクサンダー戦記（配給 エースピクチャーズ 2000年10月） 原作。監督兼森義則、りんたろう。
- ノロイ（配給 ザナドゥー 2005年8月） 出演（劇中番組のコメンテーター）。監督白石晃士。
- 妖怪大戦争（配給 松竹 2005年8月） プロデュース（『怪』のメンバー）及び山ン本五郎左衛門役で出演。監督三池崇史。
- 妖怪大戦争 ガーディアンズ（配給 松竹 2021年8月） 製作総指揮及び雨降小僧役で出演。監督三池崇史。また、朗読劇『風の聲 ～妖怪大戦争 外伝～』でもスーパーバイザーを務める。

### テレビ番組
出演初期は「奇人変人」扱いであったが、最近はテレビなれして、一見「普通の人」化しつつある。
- ブロードキャスター（TBS、1991年4月 - ） - コメンテーター出演。
- いつみても波瀾万丈（日本テレビ、1992年3月 - ） - ゲスト出演（1997年7月20日）。
- たけし・さんま世紀末特別番組!! 世界超偉人10万人伝説（日本テレビ、1994年1月8日） - パネラーとして出演。以後超偉人伝説の各シリーズの常連。
- ちちんぷいぷい（毎日放送、1999年10月 - ） - ぷいぷい顧問団。
- 京極夏彦 「怪」 第4話「福神ながし」（2000年9月15日、WOWOW） - 出演（福助）。原作京極夏彦。監督酒井信行。参照サイト
- カスミン（NHK教育テレビ、2001年10月 - 2003年10月） - ヘナモン指南（妖怪監修）。
- トリビアの泉（フジテレビ、2002年10月 - ） - コメンテーター出演。「トリビアの泉今夜復活踊る大へぇへぇ祭り!!」（2007年1月27日）のドラマ「警護官 内田晋三」（「踊る大捜査線」スピンオフ作品）では、大臣役を務めた。
- 今夜は恋人気分（NHK総合、2004年4月 - 2005年3月） - 夫婦ゲスト出演（2003年12月26日）。
- ウォッチ!（TBS、2003年3月 - 2005年3月） - コメンテーター出演。
- どっちの料理ショー（YTV、2006年3月 - ）
- なごやテイスト（東海テレビ） - ゲスト出演（2007年1月17日）。公式サイト[リンク切れ]
- 今田ハウジング（日本テレビ） - ゲスト出演（2007年3月7日）。
- 世界の果てまでイッテQ!（日本テレビ） - コメンテーター出演（準レギュラー）。
- 水木サン大全[リンク切れ] （GyaO） - 水木しげるとの対談。
- アニマムンディ（TBS） - 「アリャマタコリャマタ先生」としてレギュラー出演。
- ザ・ベストハウス123（フジテレビ）
- 中川ブロードウェイ・ストリート（テレビ朝日、2008年6月20日）
- 鶴瓶の家族に乾杯（NHK）石垣島のフルーツを求める旅にゲスト出演（2008年9月1日、9月8日）
- 飛び出せ!科学くん（TBS、2009年11月9日） - ゲスト出演
- ザ!鉄腕!DASH!!（日本テレビ） - 不定期に歴史探偵シリーズの出題者として出演。
- 緊急警告!! 2012年人類破滅!?ノストラダムス最後の大予言SP（日本テレビ、2009年12月22日） - ゲスト出演
- ボクらの時代（フジテレビ、2010年8月15日） - トーク相手は水木しげる夫妻。
- 人志松本の○○な話（フジテレビ、2010年9月4日） - ゲスト出演
- 土曜スペシャル「なるほど再発見!明治〜昭和の写真でめぐる東京散歩」（テレビ東京、2010年10月30日）
- 日本の未確認モンスターを追え!〜ツチノコ〜（ヒストリーチャンネル、2010年11月27日） - ナビゲーター
- 爆笑問題のニッポンの教養（NHK総合） - ゲスト出演（2011年6月16日）
- 真実発掘ミステリー「歴史はこうして作られる」（日本テレビ） - ゲスト出演（2011年9月23日）
- 日本の未確認モンスターを追え!〜河童〜（ヒストリーチャンネル、2011年12月17日） - ナビゲーター
- 日本語カーナビ 大活躍！気ままに「CAR旅」荒俣宏夫妻 レンタカーとカーナビ （BSフジ 2012年10月27日、2014年1月25日）
- プレミアムよるドラマ「嘆きの美女」第5回（NHK BSプレミアム、2013年2月9日） - 本人役
- 木曜スペシャル「探訪！京都巡礼団〜結界に守られし都の秘密〜」#7（BS日テレ、2014年7月3日） - レギュラー出演
- 木曜スペシャル「探訪！京都巡礼団2〜朝廷 vs 武家 権力者が信じた秘密の力〜」#18（BS日テレ、2014年12月4日） - レギュラー出演
- オトナの社会見学「あなたの知らない東京駅」（2015年2月5日、NHK BSプレミアム）
- 水木しげる93歳の探検記〜妖怪と暮らした出雲国〜（2015年9月、山陰放送、JNN中四国ブロック（9月5日）・BS-TBS（9月6日））
- COOL JAPAN〜発掘!かっこいいニッポン〜（NHK BS1）
- 荒俣宏トラベルミステリードン・キホーテ400年目の真実（BSフジ 2017年1月4日）
- 出没！アド街ック天国（テレビ東京） - 不定期にゲスト出演。
- 大江戸もののけ物語（2020年7月17日 - 、NHK BSプレミアム） - 妖怪監修、妖怪講座
- 探検! 博物館ワンダーランド（2021年6月11日、NHK BSプレミアム）
- ザ・バックヤード（2023年8月9日、NHK、教育テレビジョン） - 京都マンガミュージアム館長として

### CM
- 富士通・FM TOWNS（1991年、宮沢りえと共演）
- ウィルコム（2005年1月）参照サイト[リンク切れ]
- 通販生活公式サイト[リンク切れ]
- ダイワハウス (2008年7月)
- マニュライフ生命（2014年12月 - ）

### ゲーム
- 闇吹く夏 帝都物語ふたたび（プレイステーション用ソフト）
- 風水先生（セガサターン用ソフト）

### イベント
- 世界妖怪会議
- インターネット博覧会〜楽網楽座（らくもうらくざ）」（2000年12月31日-2001年12月31日） 糸井重里との協同編集長。
- 第16回貴重書展示「繁殖する自然-博物図鑑の世界展」（慶應義塾図書館 2003年1月27日-2月1日）
- 大(OH!)水木しげる展（鳥取県立博物館ほか） 2004年4月29日-2006年1月9日（会場により異なる）。参照サイト
- 2005年日本国際博覧会（愛・地球博）（2005年3月-9月） 会場の中心パビリオン「グローバルハウス」のナビゲーター。
- 名古屋開府400年祭ジェネラルプロデューサー

### 講演
- 電通コミュニケーション・ワークショップ 2000（電通 2000年11月22日）
- 引札の図像（印刷博物館 2001年6月2日）
- 江戸・東京 都市文化を発信した400人展（三菱地所株式会社 2002年9月6日-29日）
- インターネット社会の成熟にむけて（WIDE University 2002年3月1日）
- 世界遺産候補 石見銀山遺跡シンポジウム―世界遺産を語る（島根県、島根県教育委員会 2003年3月16日）
- 利長の思い入れ残る街（伝産青年会 2003年10月6日）
- 地底能楽堂計画（東京ジオサイトプロジェクト 2003年11月18日）
- 遷都と首都機能移転の考え方（JPNIC 2004年1月27日）
- 第十回睡眠文化フォーラム「ねむりを楽しむ夢学ことはじめ」（睡眠文化研究所 2004年3月14日）
- 荒俣宏コレクション―博物画の至宝・幻の名作図譜（ロゴスギャラリー 2005年3月1日-3月14日）
- 紀田順一郎+荒俣宏ワールド（東京堂書店神田本店 2005年6月10日）
- 九州国立博物館開館記念シンポジウム（西日本新聞 2005年9月19日）
- 第25回企画展「ニッポン・ヴンダーカマー―荒俣宏の驚異宝物館」（群馬県立自然博物館 2005年10月1日-11月27日）
- 発見された古代エジプト―世界最大の本 ナポレオン『エジプト誌』（雄松堂 2005年12月2日）
- DAIKAN日本橋アカデミー―キックオフ・セミナー（日本経済新聞社 2006年3月17日）
- 名古屋城本丸御殿トークセッション - ウェイバックマシン（2011年12月13日アーカイブ分）（2006年3月23日）
- 第6回「新!読書生活…知への旅立ち」（21世紀活字文化プロジェクト 2006年6月29日）
- 荒俣宏講演会（醸造の町摂田屋町おこしの会 2006年11月10日）
- 大御所スタイルシンポジウム（大御所四百年祭実行委員会 2007年3月11日）
- 高山はおもしろい（高山市 2011年11月8日）

### 漫画
- 水木しげるの漫画作品 - 「アリャマタコリャマタ」として度々登場している。

### WEB

#### インタビュー
- インタビューシリーズ―テレビ、お前は…（第3回）[リンク切れ]」（全日本テレビ番組制作連盟）
- 自分流「検索エンジン」づくりのススメ：荒俣宏 (Cisco Systems)

#### 対談
- お化けの森つくって[リンク切れ]（中日新聞 対談：坂本春生）
- 荒俣宏、インターネット荒野への旅（ほぼ日刊イトイ新聞 対談：糸井重里）
- ハレのちケの性愛論（ほぼ日刊イトイ新聞）

#### コラム
- 荒俣宏のITコラム - ウェイバックマシン（2012年5月17日アーカイブ分）（Biz-IT - ウェイバックマシン（2012年2月11日アーカイブ分））
- 荒俣宏の「超博物誌」（nichiro サーモンミュージアム）
- 荒俣宏の新・想像力博物館 - ウェイバックマシン（2008年12月20日アーカイブ分） (JapanKnowledge)
- 首都機能移転によって世の中を良くしてきた日本人（国土交通省）